# Incisivo
Gli incisivi sono i denti frontali della dentizione umana.
In tutto sono otto, quattro sopra e quattro sotto: 
- incisivo centrale superiore;
- incisivo centrale inferiore;
- incisivo laterale superiore;
- incisivo laterale inferiore.

Pari e simmetrici (ogni elemento compare su entrambe le emiarcate destra e sinistra).

## Odontogenesi
Gli incisivi sono denti succedanei, ovvero il loro sviluppo prevede la formazione di un primo dente deciduo (comunemente detto "da latte"), che verrà utilizzato nell'infanzia. Nel frattempo avviene la formazione intraossea del dente permanente (definitivo), che durante l'eruzione sfrutterà la spinta della radice in corso di formazione e la trazione di fibre gengivali per stimolare l'attività osteoclastica capace di riassorbire la radice del dentino deciduo fino a farlo vacillare e cadere per far posto al definitivo.

## Funzione
Quest'elemento dentale svolge quattro funzioni principali:
- è utilizzato per "incidere" il cibo, anche se il mondo civilizzato lo ha sostituito con le forchette;
- partecipa alla fonazione;
- è fondamentale per l'estetica, specialmente nell'età giovane e adulta, considerando che la perdita di tono senile dei muscoli facciali e orbicolari porta a un abbassamento della rima orale nascondendolo col labbro superiore;
- costituisce la cosiddetta "guida incisiva", permette che nei movimenti di protrusione della mandibola gli elementi mandibolari scorrendo sui mascellari consentano di dislocare le cuspidi di tutti gli altri elementi per prevenire traumi.